# Jan Sýkora (herec)
Jan Antonín Sýkora, na Slovensku známý pod jménem Ján Sýkora (26. února 1888 Netín – 19. června 1948 Bratislava), byl český herec a divadelní režisér.

## Život
Jan Sýkora se narodil 26. února 1888 v Netíně, kde byl jeho otec Antonín Sýkora hostinským. Herecky se vzdělával v soukromých lekcích u Jaroslava Puldy a poté následovala jeho angažmá u kočovných divadelních společností. V roce 1914 narukoval do rakousko-uherské armády a bojoval v první světové válce. Na ruské frontě byl v červnu 1916 v Berestečku zajat a skončil v zajateckém táboře. V lednu 1918 v Žytomyru vstoupil do Československých legií se kterými se zúčastnil bojů v Rusku. Domů se vrátil v červenci 1920 a znovu se začal věnovat herectví. Působil na divadelních scénách v Ostravě, Olomouci a Košicích. V ostravském angažmá se sblížil s herečkou Marií Pochmonovou, kterou si v roce 1923 vzal za ženu. Trvalé působiště pak nalezl na scéně Slovenského národního divadla v Bratislavě, kde působil v letech 1929-1948. V Bratislavě se věnoval rovněž i divadelní režii. Zemřel v roce 1948 v Bratislavě.

## Filmografie
- 1935 - Milan Rastislav Štefánik, otec M. R. Štefánika
- 1937 - Matčina zpověď, Martin Batel, Evin otec